# Wavelength
Wavelength – kanadyjski eksperymentalny film krótkometrażowy z 1967 roku w reżyserii i według scenariusza Michaela Snowa. Wavelength, nakręcony w 1966 roku w jednym, 45-minutowym ujęciu przy bardzo powolnym najeździe kamery i poddany obróbce rok później, jest uznawany za punkt zwrotny w rozwoju kina awangardowego oraz modelowy przykład filmu strukturalnego (termin ukuty przez P. Adamsa Sitneya). Współcześnie jest też uznawany za arcydzieło Snowa, które zapewniło mu międzynarodową pozycję i status jednego z najbardziej rozpoznawalnych reżyserów awangardowych.